# 1. FC Paderborn
1. FC Paderborn (celým názvem: 1. Fußballclub Paderborn 08/13 e.V.) byl německý sportovní klub, který sídlil v Paderbornu, jenž leží ve spolkové zemi Severní Porýní-Vestfálsko. Založen byl v roce 1908 pod názvem FC Preußen Paderborn. Zanikl v roce 1985 po fúzi s TuS Schloß Neuhaus.
Své domácí zápasy odehrával na stadionu Paderkampfbahn.

## Historie
Fotbalové kořeny Paderbornu sahají do roku 1908, kdy se skupina obchodníků rozhodla stvořit klub FC Preußen Paderborn. Ten prošel fotbalovým křtem dva roky nato během svého prvního zápasu s VfB Bielefeld a vyhrál jej 5:3. Tím se kvalifikoval do tehdejší soutěže Vestfálska. V roce 1911 vznikl VfB Paderborn, jenž se po roce existence sloučil se zmíněným paderbornským FC Preußen. Tento celek setrval jen do roku 1913. Bývalí sportovci FC Preußen poté založili 12. října 1913 klub SV 13 Paderborn. V prvoválečném roce 1915 se objevil další celek SV Westfalia Paderborn. Později se obnovil klub VfB Paderborn, který se okolo roku 1920 sloučil se sportovním spolkem Jahn pod novým názvem Verein für Jugendpflege (VfJ 08). Z dvou paderbornských rivalů VfJ 08 a SV 13 byl o něco úspěšnější VfJ 08, neboť roku 1928 dosáhl na vítězství ve vestfálském mistrovství. Ve 2. světové válce kluby spojily své síly v nový celek Sportfreunde Rot-Weiß Paderborn, který se ale roku 1946 opět rozštěpil na původní týmy.
Poválečné období nejen 50. let bylo pro paderbornský fotbal úspěšné. Roku 1952 změřil místní celek na svém Inselbadstadionu přátelsky síly s holandským klubem Kimbria Maastricht, a to před čtyřmi tisíci příznivci, ale během let se zde objevovaly i jiné, německé týmy zvučných jmen. Více než deset tisíc paderbornských fanoušků dorazilo na Inselbadstadion, když sem 5. února 1967 zavítal hostující Bayern Mnichov, aby vyzval domácí VfJ 08. Sílící ohlasy po sjednocení paderbornských mančaftů vyvrcholily roku 1969 uskutečněným spojením VfJ 08 a SV 13. Tak vznikl klub 1. FC Paderborn 08/13. Během nedlouhé doby začal tento sportovní krok nosit ovace. V roce 1970 Paderborn vydobyl postup do vyšší Verbandsligy, kterou posléze v ročníku 1977/78 opanoval, to již ovšem soutěž nesla název Amateur-Oberliga Westfalen. V sezoně 1980/81 tým vybojoval další z dosavadních historických úspěchů, a to postupové pozice, které měly zajistit vstup do 2. Bundesligy. Tomu nakonec zabránily kroky německého svazu, když se DFB rozhodl zeštíhlit počet týmů v druhé nejvyšší lize Západního Německa.
Příznivci Neuhausu a Paderbornu se 1. června 1985 dočkali do té doby nemyslitelného – jejich oblíbené kluby se spojily v jeden. Sloučením 1. FC Paderborn a SV 07/10 Schloß Neuhaus vznikl nový celek TuS 07/10 Paderborn-Neuhaus.

## Historické názvy
Zdroj: 
- 1908 – FC Preußen Paderborn (Fußballclub Preußen Paderborn)
- 1915 – SV Westfalia Paderborn (Sportverein Westfalia Paderborn)
- 1918 – VfB Paderborn (Verein für Bewegungsspiele Paderborn)
- 1920 – fúze s TV Jahn Paderborn ⇒ VfJ 08 Paderborn (Verein für Jugendpflege 08 Paderborn e.V.)
- 1940 – fúze s SV Paderborn ⇒ Sportfreunde Rot-Weiß Paderborn
- 1945 – zánik
- 1946 – obnovena činnost pod názvem VfJ 08 Paderborn (Verein für Jugendpflege 08 Paderborn e.V.)
- 1969 – fúze s SV Paderborn ⇒ 1. FC Paderborn (1. Fußballclub Paderborn 08/13 e.V.)
- 1985 – fúze s TuS Schloß Neuhaus ⇒ TuS Paderborn-Neuhaus
- 1985 – zánik

## Umístění v jednotlivých sezonách
Stručný přehled
Zdroj: 
- 1948–1949: Landesliga Westfalen – sk. 3
- 1949–1950: Bezirksklasse Westfalen – sk. ?
- 1950–1952: 2. Landesliga Westfalen – sk. 2
- 1952–1956: Landesliga Westfalen – sk. 1
- 1969–1970: Landesliga Westfalen – sk. 1
- 1970–1978: Verbandsliga Westfalen – sk. 1
- 1978–1985: Fußball-Oberliga Westfalen

Jednotlivé ročníky
Zdroj: 
Legenda: Z – zápasy, V – výhry, R – remízy, P – porážky, VG – vstřelené góly, OG – obdržené góly, +/- – rozdíl skóre, B – body, zlaté podbarvení – 1. místo, stříbrné podbarvení – 2. místo, bronzové podbarvení – 3. místo, červené podbarvení – sestup, zelené podbarvení – postup, fialové podbarvení – reorganizace, změna skupiny či soutěže
| Britská okupační zóna (1948 – 1949) |                                 |        |    |    |    |    |    |    |     |    |        |
| Sezóny                              | Liga                            | Úroveň | Z  | V  | R  | P  | VG | OG | +/- | B  | Pozice |
| 1948/49                             | Landesliga Westfalen – sk. 3    | 2      | 26 | 7  | 1  | 18 | 28 | 66 | -38 | 15 | 5.     |
| Německo (1949 – 1985)               |                                 |        |    |    |    |    |    |    |     |    |        |
| Sezóny                              | Liga                            | Úroveň | Z  | V  | R  | P  | VG | OG | +/− | B  | Pozice |
| 1949/50                             | Bezirksklasse Westfalen – sk. ? | 3      | …  | …  | …  | …  | …  | …  | …   | …  |        |
| 1950/51                             | 2. Landesliga Westfalen – sk. 2 | 4      | 26 | 18 | 2  | 6  | 72 | 25 | +47 | 38 | 3.     |
| 1951/52                             | 2. Landesliga Westfalen – sk. 2 | 4      | 28 | 18 | 5  | 5  | 74 | 32 | +42 | 41 | 1.     |
| 1952/53                             | Landesliga Westfalen – sk. 1    | 3      | 26 | 15 | 2  | 9  | 76 | 48 | +28 | 32 | 5.     |
| 1953/54                             | Landesliga Westfalen – sk. 1    | 3      | 26 | 18 | 2  | 6  | 64 | 43 | +21 | 38 | 2.     |
| 1954/55                             | Landesliga Westfalen – sk. 1    | 3      | 30 | 11 | 4  | 15 | 56 | 59 | -3  | 26 | 10.    |
| 1955/56                             | Landesliga Westfalen – sk. 1    | 3      | 28 | 6  | 3  | 19 | 30 | 59 | -29 | 15 | 14.    |
| …                                   |                                 |        |    |    |    |    |    |    |     |    |        |
| 1969/70                             | Landesliga Westfalen – sk. 1    | 4      | 30 | …  | …  | …  | 60 | 28 | +32 | 44 | 1.     |
| 1970/71                             | Verbandsliga Westfalen – sk. 1  | 3      | 30 | 10 | 9  | 11 | 46 | 54 | -8  | 29 | 9.     |
| 1971/72                             | Verbandsliga Westfalen – sk. 1  | 3      | 30 | 11 | 14 | 5  | 39 | 37 | +2  | 36 | 5.     |
| 1973/74                             | Verbandsliga Westfalen – sk. 1  | 3      | 30 | 8  | 9  | 13 | 36 | 48 | -12 | 25 | 13.    |
| 1973/74                             | Verbandsliga Westfalen – sk. 1  | 3      | 30 | 11 | 10 | 9  | 44 | 38 | +6  | 32 | 5.     |
| 1974/75                             | Verbandsliga Westfalen – sk. 1  | 3      | 34 | 17 | 8  | 9  | 57 | 38 | +19 | 42 | 3.     |
| 1975/76                             | Verbandsliga Westfalen – sk. 1  | 3      | 34 | 11 | 12 | 11 | 51 | 49 | +2  | 34 | 9.     |
| 1976/77                             | Verbandsliga Westfalen – sk. 1  | 3      | 34 | 13 | 10 | 11 | 56 | 41 | +15 | 36 | 6.     |
| 1977/78                             | Verbandsliga Westfalen – sk. 1  | 3      | 34 | 19 | 10 | 5  | 65 | 33 | +32 | 48 | 1.     |
| 1978/79                             | Fußball-Oberliga Westfalen      | 3      | 34 | 19 | 5  | 10 | 70 | 46 | +24 | 43 | 5.     |
| 1979/80                             | Fußball-Oberliga Westfalen      | 3      | 34 | 17 | 13 | 4  | 55 | 28 | +27 | 47 | 2.     |
| 1980/81                             | Fußball-Oberliga Westfalen      | 3      | 34 | 22 | 4  | 8  | 63 | 47 | +26 | 48 | 1.     |
| 1981/82                             | Fußball-Oberliga Westfalen      | 3      | 40 | 10 | 15 | 15 | 56 | 58 | -2  | 35 | 15.    |
| 1982/83                             | Fußball-Oberliga Westfalen      | 3      | 34 | 11 | 10 | 13 | 59 | 47 | +12 | 32 | 12.    |
| 1983/84                             | Fußball-Oberliga Westfalen      | 3      | 34 | 13 | 9  | 12 | 47 | 48 | -1  | 35 | 9.     |
| 1984/85                             | Fußball-Oberliga Westfalen      | 3      | 34 | 6  | 17 | 11 | 53 | 62 | -9  | 29 | 15.    |